# Habranthus datensis
Habranthus datensis är en amaryllisväxtart som beskrevs av Pierfelice Ravenna. Habranthus datensis ingår i släktet Habranthus och familjen amaryllisväxter. Inga underarter finns listade i Catalogue of Life.